# Chutes de Ban Gioc
 (décembre 2012).
Si vous disposez d'ouvrages ou d'articles de référence ou si vous connaissez des sites web de qualité traitant du thème abordé ici, merci de compléter l'article en donnant les références utiles à sa vérifiabilité et en les liant à la section « Notes et références ».
Les chutes de Ban Gioc sont les plus grandes chutes d'eau du Viêt Nam. Elles se situent dans un cirque de pics karstiques au nord-est du pays, dans la province de Cao Bằng, à 4 heures de route (85 km) au nord de la ville de Cao Bang, sur la frontière chinoise : celle-ci passe au milieu des chutes et de la rivière. Curieusement, les Chinois sont autorisés à traverser la rivière en barque pour se promener du côté vietnamien, mais les Vietnamiens n'ont pas le droit de faire le contraire.
Les chutes, qui tombent d'une hauteur de 30 m, sont divisées en trois groupes séparés par des éperons rocheux, pour une largeur de plus de 100 m. À noter que les petites chutes de gauche n'apparaissent que pendant et juste après la saison des pluies. 
Pour y aller depuis Cao Bang, on traverse le pont, grimpe d'abord le col de Ma Phuc, traverse le bourg Tay de Quang Uyen, et ensuite la route, en mauvais état mais considérée comme une des trois plus belles du Vietnam (les deux autres étant la route Hanoi-Dien Bien Phu entre Tan Giao et Dien Bien, et le fameux col du Ma Pi Leng entre Dong Van et Meo Vac), traverse Trung Khanh et se termine à Ban Gioc. 
Juste avant les chutes se trouve la grotte de Ngom Ngao, considérée comme la deuxième plus belle du pays après celle de Phong Nha. Elle s'étend sur 3 kilomètres, paraît-il jusqu'aux chutes. La partie que l’on peut visiter est éclairée et inclut une immense salle de plus de 100 m de long. 
La région est zone militaire et frontalière, donc il faut un permis, soit par la Police provinciale de Cao Bang à l'aide de son hôtel, soit par le poste de l'armée en face des chutes (10 $ par véhicule).